# East 148th Avenue megállóhely
East 148th Avenue megállóhely a Metropolitan Area Express kék vonalának megállója az Oregon állambeli Portlandben.
A megálló a keleti Burnside utca és az északkeleti/délkeleti 148. sugárút kereszteződésében található, a peronok a keresztutca két oldalán helyezkednek el.
| Előző állomás                                     |  | Metropolitan Area Express |  | Következő állomás                       |
| ------------------------------------------------- |  | ------------------------- |  | --------------------------------------- |
| E 122nd Avetovább Hatfield Government Center felé |  | Kék vonal                 |  | E 162nd Avetovább Cleveland Avenue felé |

## Fordítás
- Ez a szócikk részben vagy egészben  az   E 148th Ave MAX Station című angol Wikipédia-szócikk ezen változatának fordításán alapul.  Az eredeti cikk szerkesztőit annak laptörténete sorolja fel. Ez a jelzés csupán a megfogalmazás eredetét és a szerzői jogokat jelzi, nem szolgál a cikkben szereplő információk forrásmegjelöléseként.